# Top Spin 2
Top Spin 2 je tenisová videohra z roku 2006 vyvinutá společnostmi Indie Built, MENT a Aspyr, publikovaná společnostmi 2K a Superscape. Jedná se o pokračování videohry Top Spin. V roce 2008 vyšlo pokračování Top Spin 3.
Hra byla představena na E3 2005.

## Hráči ve hře

#### Asociace tenisových profesionálů
- Andy Roddick
- Roger Federer
- Carlos Moyà
- Tommy Haas
- James Blake
- Lleyton Hewitt
- Guillermo Coria
- Tim Henman
- Max Mirnyj
- Alex Kuznetsov
- Brendan Evans

#### Ženská tenisová asociace
- Venus Williamsová
- Maria Šarapovová
- Ai Sugijamová
- Lindsay Davenportová
- Anastasija Myskinová
- Jelena Dementěvová
- Světlana Kuzněcovová
- Amélie Mauresmová
- Alicia Moliková
- Angela Haynesová
- Jamea Jacksonová
- Corina Morariuová